# Tsuboi Kiyoshiro
Kiyoshiro Tsuboi (sinh ngày 1 tháng 2 năm 20009) là một cầu thủ bóng đá người Nhật Bản.

## Sự nghiệp câu lạc bộ
Kiyoshiro Tsuboi đã từng chơi cho Kamatamare Sanuki.